# Jessica Fellowes

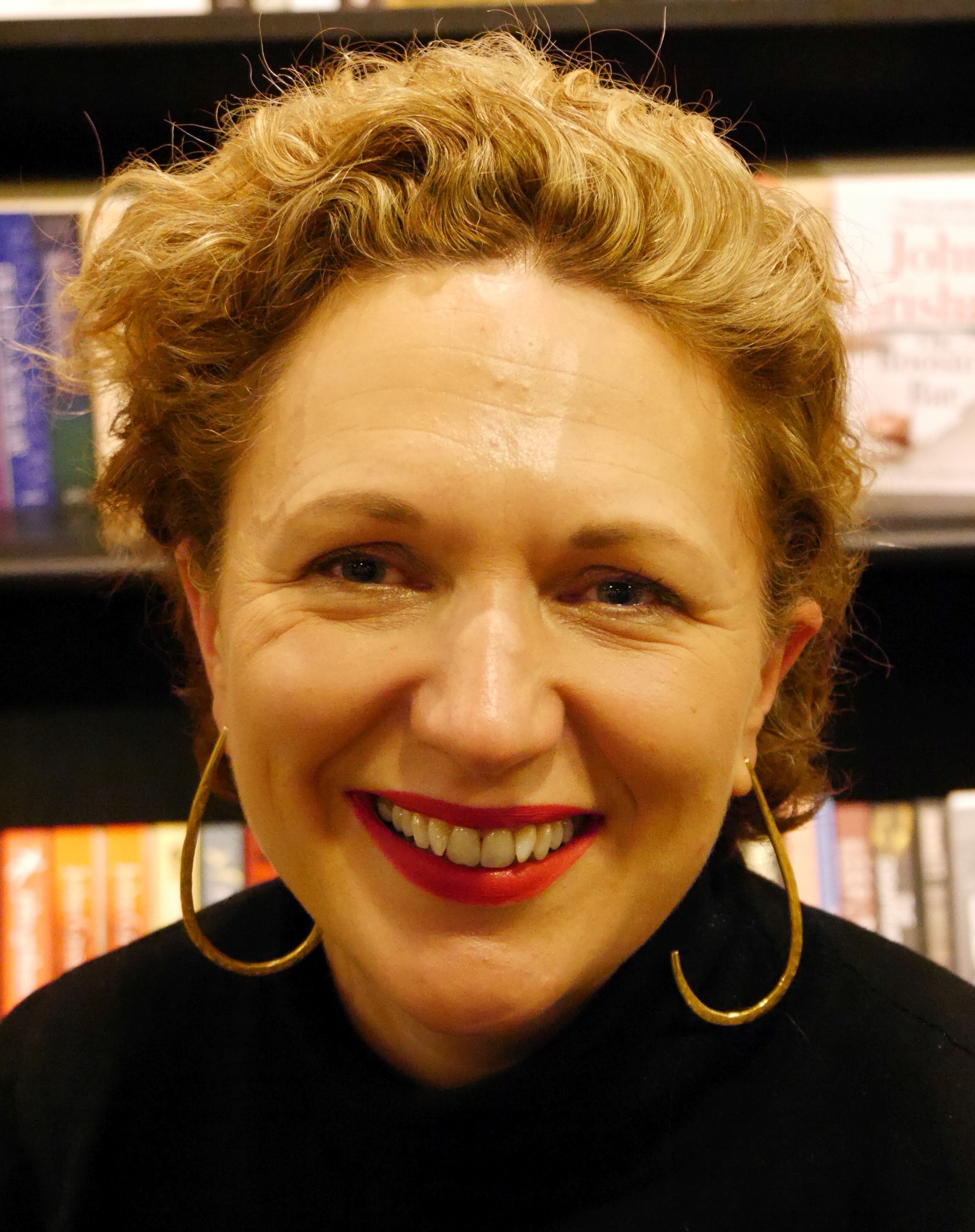
Jessica Fellowes, Londra, novembre 2018

Jessica Fellowes (1974) è una scrittrice e giornalista inglese.

## Biografia
Nipote di Julian Fellowes, Jessica Fellowes ha lavorato presso Marketing Business dall'ottobre 2000 al luglio 2001, ha collaborato a "Night & Day" per The Mail on Sunday da novembre 2001 a gennaio 2003, ed è stata vicedirettrice della rivista Country Life da giugno 2004 a marzo 2008.
È stata editorialista per il The London Paper e scrive anche per Daily Telegraph, Telegraph Weekend, Psychologies e The Lady.

## Opere

### I delitti Mitford
- The Mitford Murders (2017)
  - Il romanzo è stato pubblicato in Italia da Neri Pozza nel 2018 con il titolo L'assassinio di Florence Nightingale Shore.
- Bright Young Dead (2018)
  - Il romanzo è stato pubblicato in Italia da Neri Pozza nel 2019 con il titolo Morte di un giovane di belle speranze.
- The Mitford Scandal (2019)
  - Il romanzo è stato pubblicato in Italia da Neri Pozza nel 2020 con il titolo Scandalo in casa Mitford.
- The Mitford Trial (2020)
  - Il romanzo è stato pubblicato in Italia da Neri Pozza nel 2021 con il titolo Il processo Mitford.
- The Mitford Vanishing (2021)
  - Il romanzo è stato pubblicato in Italia da Neri Pozza nel 2022 con il titolo Il caso della sorella scomparsa.
- The Mitford Secret (2022)
  - Il romanzo è stato pubblicato in Italia da Neri Pozza nel 2023 con il titolo Il segreto dei Mitford.

### Altri libri
- Mud and the City: Dos and Don'ts for Townies in the Country (2008) Book Guild Publishing ISBN 978-1-84-624278-6
- The Devil You Know: Looking Out for the Psycho in Your Life (2011) with Kerry Daynes, Coronet ISBN 978-1-44-471427-2
- The World of Downton Abbey (2011) Harper Collins, ISBN 978-0-00-743178-6
- The Chronicles of Downton Abbey (2012) Harper Collins, ISBN 978-0-00-745325-2
- A Year in the Life of Downton Abbey: Seasonal Celebrations, Traditions, and Recipes (2014) St. Martin's Press, ISBN 978-1-250-06538-4
- Downton Abbey - A Celebration: The Official Companion to All Six Seasons (2015) St. Martin's Press, ISBN 978-1-250-09155-0
- The Wit and Wisdom of Downton Abbey (2015) St. Martin's Press, ISBN 978-1-250-09360-8